# 温迪·霍格
温迪·霍格（英語：Wendy Hogg，1956年9月15日—），娘家姓库克（Cook），加拿大女子游泳运动员。她曾代表加拿大参加1972年和1976年夏季奥林匹克运动会游泳比赛，其中1976年夏季奥运会获得一枚铜牌。